# Петрона Каматир
Петрона Каматир (греч. Πετρωνᾶς Καματηρός) — византийский чиновник и военный инженер при императоре Феофиле (ок. 829—842), первый византийский стратиг фемы Херсонес (Климаты).

## Известные факты биографии
Петрона — византийский чиновник IX в., сын Каматира. Примерно в 833 году (или, по другим сведениям, в 839 году) он служил в ранге спафарокандидата и был послан Феофилом в Хазарский каганат контролировать строительство Саркела, крепости у современной реки Дон на дне Цимлянского водохранилища, которая должна была стать столицей хазар, бывших союзниками Византии.
Петрона со своим отрядом прибыл в Херсонес Таврический на военных кораблях, а оттуда на грузовых судах прошел через Меотиду (Азовское море) в устье Танаиса и поднялся вверх по реке к месту строительства. За неимением камней, византийцы выжгли известь из мелких ракушек, изготовили кирпичи из обожжённой глины и построили крепость в 834 году. По возвращении Петронас, якобы, посоветовал императору уделять больше внимания Крыму и своему городу, который был свободен от византийского контроля. В ответ Феофил присвоил ему ранги «протоспафария» и «стратега» в Херсонесе, тем самым основав одноименную фему. Возможно, что он также занимал должность genikos logothetes, сведения о чём основываются на найденной при раскопках Херсонеса печати. Ранее Херсонес имел самоуправление и во главе этого города стоял городской глава в звании протевона.